# Calycera
Calycera es un género con 28 especies de plantas de flores perteneciente a la familia Calyceraceae. 

## Especies seleccionadas
| - Calycera andina Miers - Calycera balsamitifolia Rich. - Calycera boopidea Hicken - Calycera calcitrapa Griseb. - Calycera castillonii Hicken - Calycera cavanillesii Rich. - Calycera crassifolia Hicken - Calycera crenata R.Fries - Calycera eryngioides J.Rémy |